# Marktschlößchen

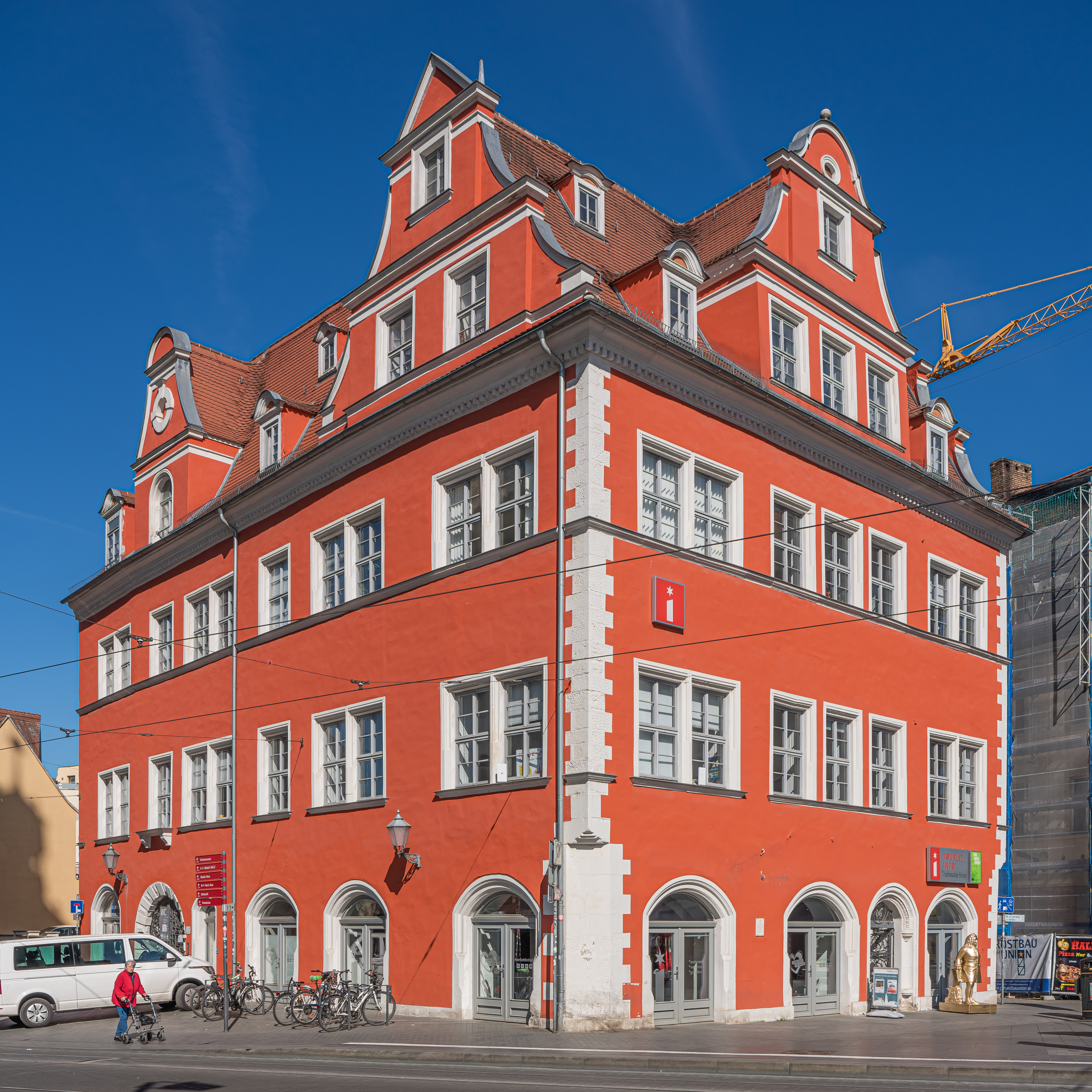
Das Marktschlößchen 2024

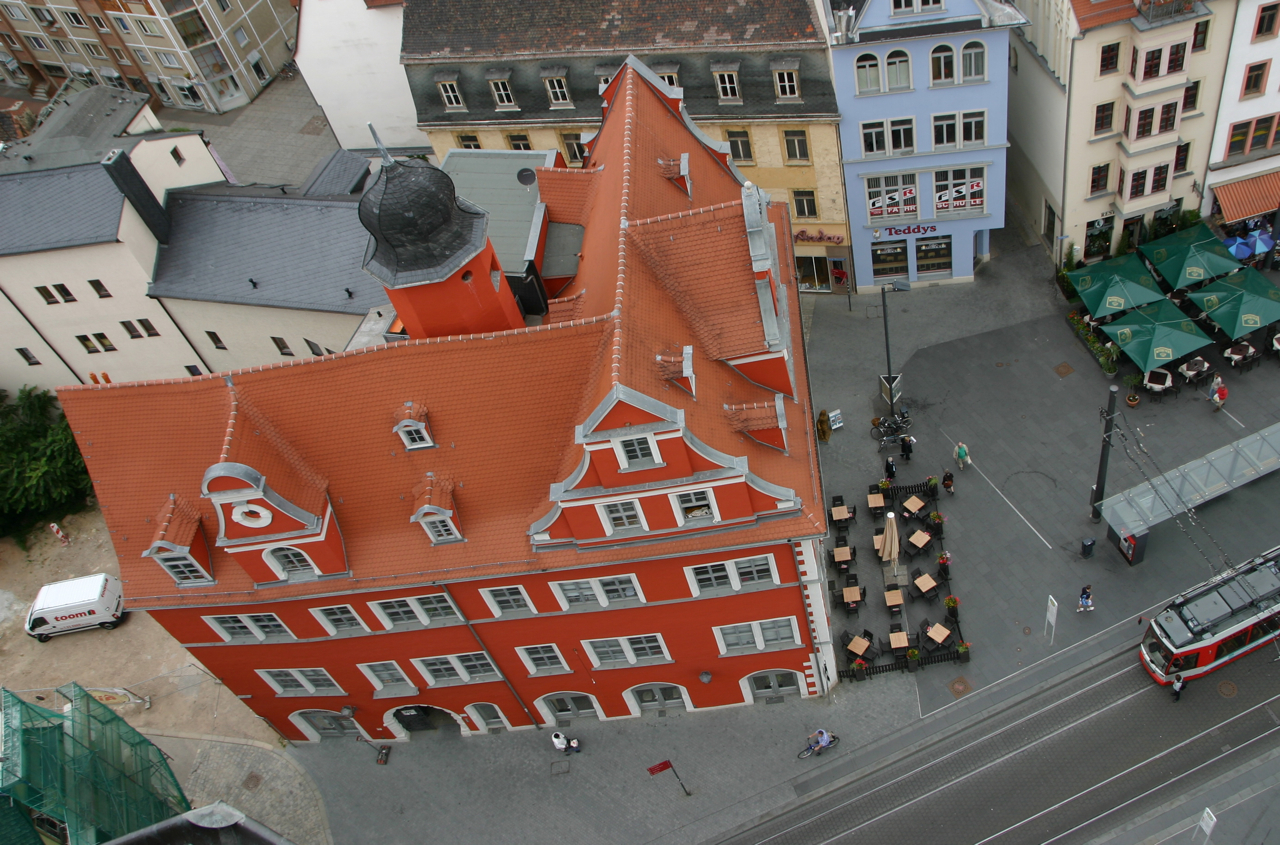
Das Marktschlößchen von den Hausmannstürmen der Marktkirche Unser Lieben Frauen

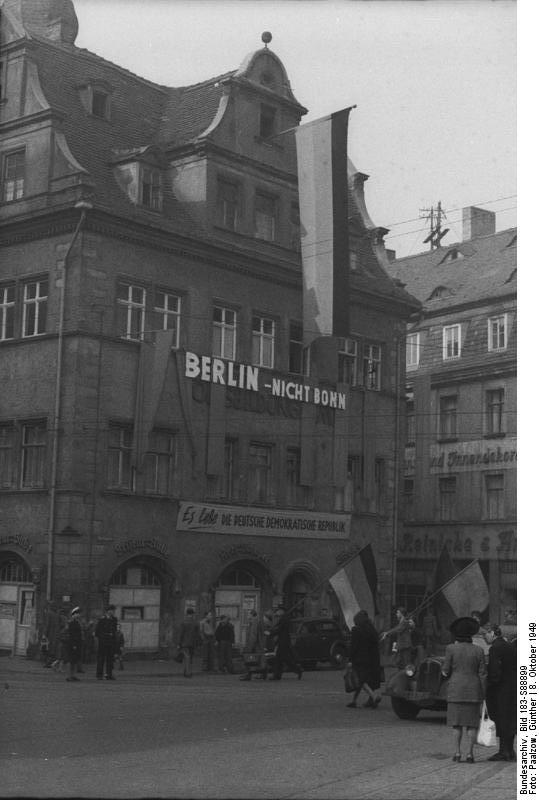
Das Marktschlößchen 1949

Als Marktschlößchen wird ein repräsentatives Bürgerhaus auf dem Markt der Stadt Halle (Saale) bezeichnet. Der Renaissancebau mit der Anschrift Marktplatz 13 beherbergt heute im Erdgeschoss die Tourist-Information der Stadtmarketing GmbH und ein Hallorencafé. Das Gebäude wurde 1935 unter Denkmalschutz gestellt.

## Geschichte
Der Ursprung des Namens konnte noch nicht geklärt werden. Vermutlich geht er auf das Jahr 1883 zurück, als der Wirt Julius Just in der ersten Etage des Hauses ein Restaurant und Café mit dem Namen Marktschlößchen betrieb. Allerdings könnte, auf Grund der schlossähnlichen Erscheinung des Hauses, der Name auch einen älteren Ursprung besitzen.
Das Marktschlößchen wurde in der zweiten Hälfte des 16. Jahrhunderts als patrizisches Wohnhaus im Renaissancestil errichtet. Einer der ersten Eigentümer war der Jurist Kilian Stisser, Kanzler des erzstiftlichen lutherischen Administrators Christian Wilhelm von Brandenburg. Ab 1654 bewohnte Konrad Carpzov das Haus, ebenfalls als Kanzler des erzstiftlichen Administrators, nunmehr August von Sachsen-Weißenfels. Im Jahr 1675 kaufte Alexander Haubold Marschall von Bieberstein, der ebenfalls in den Diensten des Weißenfelser Herzogs stand, den Bau. Der Apotheker Christian Friedrich Zepernick erwarb das Gebäude 1746 und richtete eine Apotheke ein. Er war der Vater von Karl Friedrich Zepernick, der 1751 in dem Haus geboren wurde, das lange Zeit auch den Namen Zepernickes Haus trug. Karl Friedrich Zepernick († 1839) wurde preußischer Oberlandesgerichtsrat, Senior des Schöffenstuhles und Schultheiß. Er war der letzte Salzgraf in Halle.
Um die Jahrhundertwende wurde das Haus unter anderem als Milchgeschäft und Eisenwarenhandlung genutzt. Nach dem Ersten Weltkrieg ging es in den Besitz der Stadt Halle über und beherbergte für kurze Zeit das Stadtarchiv und die Ratsbibliothek. 1935 wurde erstmals das Obergeschoss für Ausstellungszwecke umgebaut. Seit 1975 wurde das Haus vor allem für kulturelle Zwecke genutzt. Im ersten Obergeschoss wurde die Musikinstrumentensammlung des Händelhauses untergebracht, im Erdgeschoss eine Kunstausstellung, die Galerie Marktschlößchen, eingerichtet.
Heute wird das Erdgeschoss des Marktschlößchens von der Tourist-Information mit dem Uni-Shop der Martin-Luther-Universität und dem Hallorencafé genutzt.

## Beschreibung
Das Marktschlößchen, das im Laufe der Zeit zahlreiche Umbauten erhielt, ist eine Dreiflügelanlage mit burgartigem Innenhof auf einer relativ kleinen Grundfläche. Die Flügel sind unterschiedlich tief und lang, wobei sich der östliche Hauptflügel mit seiner Schaufassade dem Marktplatz zuwendet.
Zum Erreichen der Obergeschosse wurde ein Treppenturm (Wendelstein) errichtet, der mit seiner welschen Haube das Gebäude überragt. Zwischen dem Treppenturm und einem Gebäudeteil wurde eine hölzerne Galerie eingebaut. Die steilen Satteldächer sind mit großen Zwerchhäusern und frühbarocken Schweifgiebeln ausgestattet. Im Erdgeschoss prägen repräsentative Portale die Fassade, die Fenster sind mit Stabwerk verziert. Im Inneren sind wertvolle Stuckdecken erhalten geblieben.